# Olof Hermelin (ämbetsman)
Olof Nilsson Skragge, adlad Hermelin, född 1658 i Filipstad, försvunnen vid slaget vid Poltava 1709, var en svensk professor i retorik och juridik samt rikshistoriograf, statssekreterare och diplomat. Han var far till Carl Hermelin.

## Biografi
Olof Skragge studerade vid Uppsala universitet, och blev sedan informator åt rikskansler Stenbocks barn. Han följde familjen till Nederländerna, och studerade då statskunskap. Efter tjänst vid Riksarkivet från 1685 och hos Magnus Gabriel De la Gardie, utnämndes han till professor i romersk retorik och poesi vid universitetet i Dorpat 1689, och sedan även romersk rätt. 1699 blev han rikshistoriograf i Sverige, men blev för sina färdigheter i retorik anlitad som diplomat. 1702 värvades han till Karl XIIs armé som författare av tal, och adlades. 1705 utsågs han till statssekreterare och kansliråd. Hans och Carl Pipers förhandlingar med August den starkes sändebud gick till historien som freden i Altranstädt.
Hans far var borgmästare Nils Månsson Skragge, och mor Carin Andersdotter. År 1689 gifte han sig med Helena Brehmsköld, och blev änkling 1698. 1700 gifte han om sig med Margaretha Åkerhielm, vars barn i sitt förra äktenskap med Elias Obrecht, adlades jämte Olof Hermelin på styvfaderns namn.
Hermelins slutliga öde är okänt. Han blev fången vid Poltava, enligt vissa traditioner skall Peter den store låtit hugga ned honom i förbittring över hans skarpa stridsskrifter (ofta skrivna under pseudonymen Catus Irenæus). Hermelin finns dock upptagen i en av Josias Cederhielm i slutet av 1709 i Stockholm inlämnad rulla över fångar, och enligt en uppgift skall han ha levat i ett ryskt kloster åtminstone 1712.

### Familj
Hermelin gifte sig första gången 9 juni 1689 med Helena Brehmsköld (död 1698), dotter av kamreren Jonas Brehmsköld och Barbara Wagner. De fick tillsammans barnen Jonas Hermelin (1691–1694), Barbara Hermelin (1692–1694), Catharina Hermelin (1693–1695), kaptenen Olof Hermelin (1694–1728) vid Dalregementet, Carl Hermelin (1695–1697), Barbara Catharina Hermelin (1696–1697) och kaptenen Nils Hermelin (1698–1742) vid Bohusläns dragonregemente.
Hermelin gifte sig andra gången 6 februari 1700 med Margareta Åkerhielm (1677–1717), dotter av statssekreteraren Samuel Åkerhielm och Catharina Mollsdorff. Margareta Åkerhielm var änka efter kungliga sekreteraren Elias Obrecht. Hermelin och Åkerhielm fick tillsammans barnen Catharina Hermelin (1700–1782) som var gift med överstelöjtnanten Carl Gustaf Geete, Helena Hermelin (1701–1705), Samuel Hermelin (1705–1705) och Carl Hermelin (1707–1789).